# Società Sportiva Jesi 1981-1982
Questa voce raccoglie le informazioni riguardanti la Società Sportiva Jesi nelle competizioni ufficiali della stagione 1981-1982.

## Rosa
| N. |                   | Ruolo | Calciatore         |
| -- | ----------------- | ----- | ------------------ |
|    | Italia (bandiera) | C     | Maurizio Ballarini |
|    | Italia (bandiera) | P     | Luciano Barboni    |
|    | Italia (bandiera) | C     | Dario Bellomo      |
|    | Italia (bandiera) | C     | Augusto Bonacci    |
|    | Italia (bandiera) | D     | Luciano Briga      |
|    | Italia (bandiera) | D     | Claudio Cantani    |
|    | Italia (bandiera) | D     | Claudio Ceppi      |
|    | Italia (bandiera) | C     | Antonio David      |
|    | Italia (bandiera) | C     | Giuseppe Giuffrida |
|    | Italia (bandiera) | D     | Paolo Lucchi       |
|    | Italia (bandiera) | A     | Matteo Maiolatesi  |
|    | Italia (bandiera) | C     | Lorenzo Mineccia   |

| N. |                   | Ruolo | Calciatore        |
| -- | ----------------- | ----- | ----------------- |
|    | Italia (bandiera) | A     | Ricardo Paciocco  |
|    | Italia (bandiera) | A     | Mario Petilli     |
|    | Italia (bandiera) | D     | Piero Petrini     |
|    | Italia (bandiera) | D     | Mauro Rosati      |
|    | Italia (bandiera) | P     | Maurizio Seghetti |
|    | Italia (bandiera) | D     | Domenico Stallone |
|    | Italia (bandiera) | C     | Mario Stefanelli  |
|    | Italia (bandiera) | A     | Franco Stortini   |
|    | Italia (bandiera) | C     | Mario Tamellin    |
|    | Italia (bandiera) | D     | Stefano Tiranti   |
|    | Italia (bandiera) | A     | Mauro Trillini    |